# 山根昌守
山根 昌守（やまね まさもり、1964年9月27日 - ）は、日本のボクシング指導者。事業家。大阪市生野区出身。

## 略歴
※
中学3年から新大阪帝拳に入り安達会長の元、渡辺二郎らと一緒にトレーニングをする。高校を1年で退学後、王寺工業高等学校ボクシング部にて樋山茂より指導を受ける。成年部の強化合宿に参加させてもらいオリンピック選手の高見公明(現王寺工業高監督)とスパーリングなどの指導を受ける。国体予選に出場し、奈良県ジュニアのフェザー級代表に選ばれ国体代表になるが喧嘩をしたことにより奈良県アマチュアボクシング選手登録を抹消され、選手活動を終える。

## 役員指導者歴
- 2000年
  - 父の 山根明がボクシング日本代表監督としてシドニー五輪に派遣された時、世界ボクシング連盟（AIBA）会長チョドレー（当時）から要請を受け、日本チームとAIBAのサポート役として活動。この時はAIBAよりオリンピックIDを正式に交付された。

- 2001年
  - 東アジア大会が大阪で開催された際、磯村隆文市長からホスト役として派遣を受け世界ボクシング連盟会長と大阪市のサポート役として活動に携わる。

- 2010年
  - 奈良県ボクシング連盟役員登録。関西ボクシング連盟役員登録。

- 2011年
  - インドネシア・ジャカルタ開催のプレジデントカップにて総監督を委嘱され、日本ボクシング連盟史上初めて国優勝を果たす。
  - 第一回台北市カップ国際ボクシングトーナメントでも総監督として派遣を受け、連続で国優勝を果たす。
  - 世界選手権（アゼルバイジャン）にも総監督として派遣される。この大会で村田諒太が銀メダル。2012年ロンドン五輪出場権を獲得。

- 2012年
  - ロンドン五輪チームリーダー。清水聡の試合で不可解なジャッジがあり、試合後にプロテスト（正式抗議）。これが認められ、清水のTKO勝ちとなった。これは五輪の歴史上初めてプロテストによって判定が覆った先例となった。次の試合に勝って準決勝に進んだ清水は日本アマチュアボクシング界に44年ぶりの五輪メダル獲得を果たした。また村田諒太選手は48年ぶりの金メダルを獲得。同一大会での複数メダル獲得は日本ボクシング連盟史上初。

- 2013年1月25日
  - プロボクシング表彰式でアマチュア部門特別賞を受賞。
- 2013年
  - 日本ボクシング連盟副会長就任、幼年ボクシング委員長に就任する。
  - 2014年、幼年ボクシングからアンダージュニアボクシングと名称変更を行う。第一回アンダージュニア（UJ）王座決定戦を大阪府立体育館で自費およびパンフレット広告収入で開催する。

- 2016年3月
  - JOCスポーツアカデミー事業第8期ナショナルコーチアカデミー全課程修了。ナショナルコーチ資格を習得。

- 2017年
  - 愛媛国体後、日本ボクシング連盟の役職を辞任[4]。

## 職歴
中卒のため、就職先が見つからず、ようやく21歳の時、北新地のクラブでボーイとして働く。
翌年、アメリカ村タイムズスクエア内のカジュアル服店キャッツ入社。営業成績を伸ばし、取引先から再三にわたり独立を勧められ、1987年、20万円の資本でカジュアル服チャンプ設立。フリーマーケットや有名スーパーなどでの催事販売を基本とする独自アイデアの製造販売方法で業績を伸ばす。
1989年には中古輸入車販売業アティックオート設立。
1995年、30歳で淀川区にワンルームマンションを建設、賃貸事業を始める。
2000年、アティックオートを展示車と修理工場を併せた店舗に拡大。独自の戦略サービスとしてメンテナンスフリーを考案し経営拡大する。
2002年、アメリカ・ロサンゼルスに行き、ハマーH2を並行輸入し独自の宣伝手法で新車販売へと業務拡大。
2008年、十三で最大級のパチンコ店「風月荘」パチンコ部門のコンサベーダー取締役就任。同年、淀川未来株式会社設立（資産管理会社）。
2017年12月、アティックオート株式会社閉店。元取締役店長による不正競争防止法違反があり、代表取締役社長の責任で閉店した。

## エピソード
ロンドン五輪の決勝で村田諒太のセコンドについた。これは決勝当日、山根明の指示によるもの。いわゆる山根騒動の際、「ボクシング経験のない山根昌守チームリーダーが五輪決勝のセコンドにつくのはおかしい」と非難されたが、前記のとおりボクシング経験はある上、山根明会長の戦略的指示によるもので、山根昌守の独断でも意向でもなかったと本人が語っている。
山根明が日本ボクシング連盟会長に就任する数年前から明の要請を受け、予算の乏しい日本ボクシング連盟の活動資金や会長の交際費・ロビー活動費用などを提供するよう求められた。昌守はこれに応じ、多額の資金を無償で提供すると共に、日本代表チーム用マイクロバスの提供、役員用の車両の貸与など、連盟の予算を遥かに上回る額の無償提供を非公式に行っていた。